# Drei weiße Birrrken (Du bist meine Heimat)
Drei weiße Birrrken (Du bist meine Heimat) ist ein Lied des deutschen Sängers, Komponisten und Produzenten Stephan Remmler, bei dem die britische Rockgruppe Status Quo mitwirkte. Es erschien am 30. März 1989 als dritte Singleauskopplung aus Stephan Remmlers Album Lotto.

## Hintergrund
Remmler berichtete, dass er im Vorfeld für die Produktion seines zweiten Albums Lotto eine Demoversion des Liedes aufgenommen hatte, das bereits mit Gitarren im typischen Stil von Status Quo unterlegt war. Es entstand die Idee, Status Quo zu fragen, ob sie mitwirken wollten. Die Band sagte letztlich zu und spielte in einem Londoner Tonstudio mit Stephan Remmler das Lied ein – zusätzlich begleitet von der Akkordeonistin Lydie Auvray. Status Quo sangen gar auf Deutsch den Refrain mit.
Inhaltlich beschreibt das Lied die Sehnsucht eines Mannes nach seinem Heimatort. Dort standen drei weiße Birken vor dem Haus, an die sich der Mann immer wieder erinnert. Als Inspirationsquelle diente wahrscheinlich das Lied Drei weiße Birken aus dem Jahr 1961 von Monika & Peter. Dieses Lied beschreibt ebenfalls die Sehnsucht nach der Heimat und trägt denselben Titel.

## Veröffentlichung
Erstmals erschien Drei weiße Birrrken (Du bist meine Heimat) am 24. Oktober 1988 auf Stephan Remmlers zweitem Solo-Album Lotto. Im März 1989 wurde es zusätzlich als 7″-Single, CD-Single, 12″-Maxi-Single und Maxi-CD veröffentlicht. Darauf sind noch weitere alternative Versionen des Liedes zu hören.
Zum Lied wurde ein Musikvideo produziert, das Szenen aus der Studioproduktion mit Status Quo zeigt. Zusätzlich enthält das Video Szenen, die Stephan Remmler allein an der Copacabana zeigen.
Gemeinsam mit Status Quo präsentierte Stephan Remmler das Lied am 5. April 1989 in der ZDF-Show Na siehste, moderiert von Günther Jauch.
In den deutschen Musikcharts konnte sich das Lied nicht platzieren.